# حصن بقصان (القطن)
'

تعديل مصدري - تعديل

حصن بقصان هي إحدى قرى عزلة القطن بمديرية القطن التابعة لمحافظة حضرموت، بلغ تعداد سكانها 18 نسمة حسب تعداد اليمن لعام 2004.